# Ukleti brod
Ukleti brod (engleski Ghost ship) ili brod duhova je općeprihvaćeni naziv za dvije vrste brodova. Brodove koji se pronalaze na moru napušteni bez naznake što se dogodilo s posadom i brodove koji su davno potonuli ali se tajanstveno ponovno pojavljuju. U fikciji se naziv koristi i za brodove kojima upravljaju nemrtvi. 

## Ukleti brodovi u stvarnosti
- Engleski trgovački brod Octavius koji se vraćao iz Kine je pronađen 1775. plutajući uz obalu Grenlanda. Zadnji zapis u dnevniku je bio napisan 1762. što znači da je brod 13 godina bio zarobljen na Arktiku. Kapetan je pokušao skratiti put kući preko tada još nedovoljno istraženog sjeverozapadnog prolaza i to je koštalo njega i njegovu posadu života.

- Najpoznatiji "stvarni" ukleti brod je Mary Celeste koji je pronađen 1882. između Portugala i Azora netaknut ali bez posade.

- 1890. australski jedrenjak Marlborough zaplovio je za Englesku s tovarom smrznutog mesa. Brod je nestao. Poslije je bilo nepotvrđenih priča kako je brod pronađen 1913. potpuno istrunuo (ali još u plovnom stanju), plutajući uz obalu Čilea s kosturima posade na palubi.

- 1902. njemački jedrenjak Freya koji je isplovio iz Kolumbije pronađen je napušten nasred Atlantika.

- Obalni putnički parobrod SS Valencia je potonuo u oluji kraj otoka Vancouver 1906. ali su mornari kasnije izvještavali da su ga vidjeli kako plovi baš na mjestu potonuća. Njegovih pet čamaca za spašavanje je pronađeno nedaleko mjesta nesreće 27 godina nakon potonuća broda, u nevjerojatno dobrom stanju.

- Teretni parobrod Baychimo je napušten 1931. nakon što je bio zarobljen ledom u Arktičkom oceanu. Smatralo se da će ga ledene sante zdrobiti i potopiti ali je ostao plutati i viđen je mnogo puta u sljedećih 38 godina, a da ga nitko nije pokušao spasiti.

- 1955. trgovački brod MV Joyita je pronađen napušten u Tihom oceanu. 25 putnika i članova posade je nestalo bez traga.

- 1990. teretnjak Fisah Ketsi je pronađen plutajući istočno od Brazila bez posade i tereta.

- Indonezijski brod High Aim 6 je pronađen napušten 6. siječnja 2003. u australskim vodama. Njegov vlasnik je zadnji puta razgovarao s kapetanom putem radija u prosincu 2002. god. Što je bilo s posadom i danas je nepoznato.

- 2006. tanker Jian Seng je pronađen napušten uz sjevernu obalu Australije, a do danas je nepoznato odakle je brod i tko mu je vlasnik.

## Ukleti brodovi u legendama
- Najpoznatiji ukleti brod iz legendi je Ukleti Holandez. To je priča o brodu i njegovom kapetanu koji su osuđeni da plove morima do Sudnjega dana. Ta priča je inspirirala nekoliko radova u književnosti i umjetnosti.

- Stanovnici otoka Chiloé nedaleko obala Čilea imaju legendu o jedrenjaku Caleuche koji se svake večeri pojavljuje u vodama otoka. Navodno njime upravljaju utopljeni mornari, a svaki puta kada se pokaže s njega se mogu čuti zvuci zabave.

## Ukleti brodovi u filmovima
- U filmu Pandora i Ukleti Holandez iz 1951., zapovjednik sablasnog broda Ukleti Holandez, kapetan Hendrick van der Zee, traži ženu koja bi bila voljna umrijeti za njega.

- U filmu Death Ship iz 1980., sedmero preživjelih iz brodoloma završavaju na napuštenom teretnom brodu za koji se ispostavi da je bio nacistički ploveći zatvor. Sablasni brod ih polako počne ubijati jednoga po jednoga.

- U horor filmu Trokut iz 2001. protagonisti završe na napuštenom prekooceanskom brodu Queen of Scots usred Bermudskog trokuta, te kasnije spoznaju da brodom uporavlja nevidljivo zlo koje je pobilo originalnu posadu.

- U horror filmu Ukleti brod iz 2002. pojavljuje se luksuzni talijanski prekooceanski brod Antonia Graza koji je nestao na moru 1962. Spasitelji ga pronalaze ali uskoro otkrivaju sablasna priviđenja ubijenih putnika s broda.

- U filmu Pirati s Kariba: Prokletstvo Crnog Bisera pojavljuje se piratski ukleti brod Crni Biser kojim upravlja posada živih mrtvaca. U nastavcima, Pirati s Kariba: Mrtvačeva škrinja i Pirati s Kariba: Na kraju svijeta, pojavljuje se sablasni brod Ukleti Holandez.

- U psihološkom horor trileru Trokut iz 2009. radnja se zbiva na napuštenom prekooceanskom brodu gdje je glavna junakinja uhvaćena u beskrajnu vremensku petlju u kojoj ona sama iz budućnosti pokušava ubiti sadašnju sebe.

## Ukleti brodovi u književnosti i stripovima
- U engleskoj poemi Rima drevnog mornara (The Rime of the Ancient Mariner) glavni junak je mornar koji je zarobljen na brodu na koji je pala kletva nakon što je on ubio albatrosa.
- U romanu Drakula pojavljuje se ruski brod Demetra na kojem je grof Drakula pobio cijelu posadu te je brod pomoću njegovih čarolija sam doplovio do Engleske.
- U talijanskom stripu Dampyr, u epizodi "La Nave Fantasma" pojavljuje se sablasni jedrenjak Akron s posadom vampira kojima zapovijeda kapetan Akhar Nun. Zahvaljujući vampirskim moćima svog kapetana, sablasni brod može poprimiti i izgled suvremenog prekooceanskog broda.
- U talijanskom stripu Zagor pojavljuje se nekoliko ukletih brodova. 
  - U epizodi "Prokleto blago" pojavljuje se britanski brod Discovery koji je u 18. stoljeću potopljen na izvoru rijeke Susquehanna. Kapetan Holbuck je pobio posadu kako bi ukrao zlato koje je bilo na brodu, ali u njegovoj odsutnosti, brod je potopljen u oluji. Desetljećima kasnije, Digging Bill je pronašao jezero u kojem je brod potopljen, i kada se voda iz jezera povukla, Zagor je otkrio da su pobijeni mornari postali živi mrtvaci, s misijom vječnog čuvanja prokletog blaga.
  - U epizodi "Posejdonovo prokletstvo" brod Nizozemske istočnoindijske kompanije Posejdon završio je u limbu nakon što je posada pod zapovjedništvom kapetana Van Dorsena opljačkala ostatke feničke kolonije na Indijskom oceanu. Tri stotine godina poslije, Posejdonova posada živih mrtvaca pokušala je napustiti limb dovodeći na svoja mjesta svoje potomke.
  - U epizodi "Crni brod" pojavljuje se brod Black Ivory kojim upravljaju vampiri pod zapovjedništvom kapetana Van Zanta, koji su se preobrazili tijekom susreta sa Zagorovm neprijateljicom Ylenijom Vargom.
- U talijanskom stripu Dylan Dog u epizodi "La strage dei Graham" pojavljuje se brod Sovereign na kojem je drevno prokletstvo dovelo do propasti kapetana broda i njegove cijele obitelji.

## Pogledajte još
- Bermudski trokut
- škrinja Davyja Jonesa
- Sargaško more